# Autel de Dis Pater
L'autel de Dis Pater et Proserpine (en latin : Ara Ditis Patris et Proserpinae) est dédié aux divinités infernales Dis Pater, nom originel du dieu des Enfers qui est devenu au fil des années Pluton, et Proserpine assimilée à la déesse grecque Perséphone.

## Localisation
L'autel se situe dans le Tarentum, c'est-à-dire à l'extrême ouest du Champ de Mars.

## Histoire

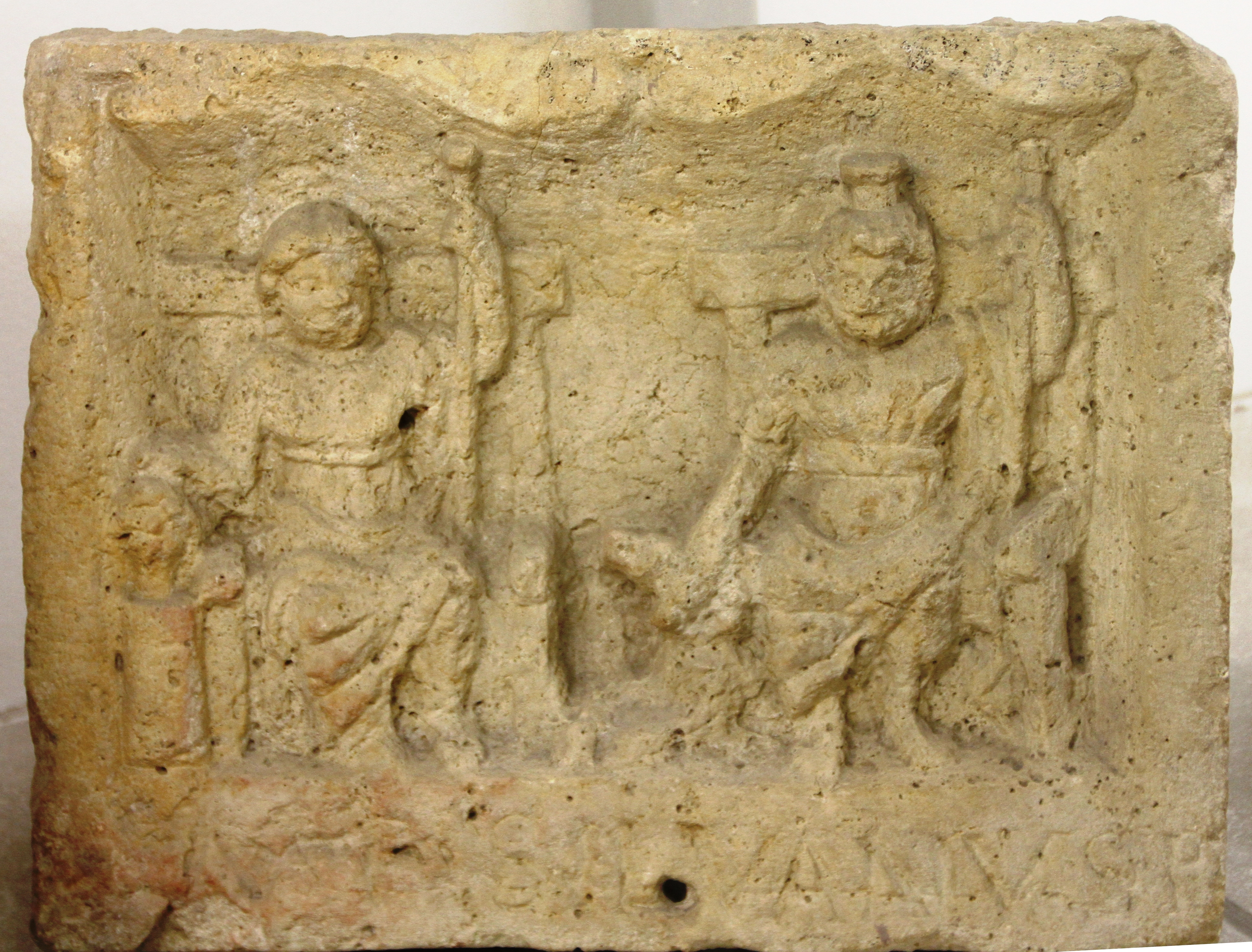
Autel de Proserpine et Pluton à Aquincum, IIe-IVe s.

Selon la tradition, l'autel est érigé par un membre de la gens Valeria originaire d'Eretum en pays sabin, Valesius. Suivant les conseils d'un oracle, ce dernier creuse dans le Tarentum afin de trouver de l'eau au pouvoir de guérison pour soigner ses fils qui sont atteints de la peste. Valesius finit par découvrir une source à 20 pieds de profondeur. Il célèbre sa découverte par des festivités de trois jours puis ensevelit un autel à l'endroit où il a creusé.
Après lui, Publius Valerius Publicola y célèbre des Jeux (ludi Tarentini) qui deviennent les Jeux séculaires (ludi saeculares). Une inscription près de l'autel mentionne les cérémonies des ludi saeculares organisées sous Auguste en 17 av. J.-C. et sous Septime Sévère en 204.
Les vestiges d'une restauration impériale de l'autel sont découverts à la fin du XIXe siècle, cinq mètres sous le niveau du Corso Vittorio Emmanuele.

## Description
L'autel est souterrain, situé à 20 pieds romains de profondeur (soit 6,09 mètres). Il n'est découvert que lors des cérémonies des ludi Tarentini qui deviennent plus tard les ludi saeculares. L'autel occupe un espace de 3,40 mètres carrés et se dresse sur un piédestal auquel on accède par trois marches. Il est entouré d'un mur de pépérin.